# Talponia
Talponia là một chi bướm đêm thuộc phân họ Tortricinae của họ Tortricidae.

## Các loài
- Talponia batesi Heinrich, 1932
- Talponia plummeriana (Busck, 1906)